# Tore Persson (sångare)
Tore Persson född Tore Ivar Hjalmar Persson 20 oktober 1912 i Karlskrona död 28 februari 1993 i Huddinge församling, svensk operettsångare och skådespelare

## Filmografi
- 1951 - Sköna Helena